# Rens Blom
Rens Blom (Munstergeleen, 1 maart 1977) is een voormalige Nederlandse polsstokhoogspringer. Hij werd wereldkampioen en meervoudig Nederlands kampioen in deze discipline. Ook vertegenwoordigde hij Nederland tweemaal bij de Olympische Spelen.
Op 11 augustus 2005 veroverde Blom in Helsinki de wereldtitel met een sprong van 5,80 m. Daarmee was hij de eerste Nederlander die een gouden medaille won tijdens de wereldkampioenschappen atletiek. Twaalf dagen later werd hij benoemd tot Ridder in de Orde van Oranje-Nassau. Eind 2005 werd hij ook genomineerd voor de titel Sportman van 2005, maar de aanwezige sporters verkozen turner Yuri van Gelder. Op 7 januari 2006 werd hij door de KNAU echter wel verkozen tot Nederlands atleet van 2005.

## Levensloop en carrière

### Jeugd
Als jongen beoefende Rens Blom verschillende sporten, zoals karate, judo, zwemmen en kanovaren en was hij een goed turner. Door de invloed van zijn vader Wim Blom, Nederlands kampioen op de 200 m in 1967, meldde hij zich aan bij atletiekvereniging Unitas in Sittard. Als twaalfjarige deed hij voor het eerst aan polsstokhoogspringen.
In 1998 behaalde Blom zijn eerste titel bij de senioren: hij werd Nederlands indoorkampioen. Twee jaar later herhaalde hij deze prestatie, waarna hij vanaf 2001 tot en met 2005 ook buiten onaantastbaar bleek. Tezamen met opnieuw drie indoortitels vanaf 2003 stond eind 2005 de teller wat nationale titels betreft op tien. Bovendien won hij in 2000 en 2003 bronzen medailles tijdens de Europese indoorkampioenschappen in Gent en bij de wereldindoorkampioenschappen in Birmingham de bronzen medaille.

### Olympische Spelen
Blom nam ook tweemaal deel aan de Olympische Spelen: in 2000 in Sydney werd hij vijftiende en kwalificeerde hij zich niet voor de finale, in 2004 in Athene lukte hem dit wel en werd hij negende. Hij was van 2004 tot 2017 Nederlands recordhouder met een hoogte van 5,81 m. Blom verbeterde het nationale record op 8 juni 2004 bij wedstrijden in Zaragoza Dat record werd hem ontnomen op 10 juni 2017, toen Menno Vloon in Zweibrücken een hoogte bedwong van 5,85.

### WK-Goud 2005
Toen hij in 2005 de gouden medaille veroverde, had Blom een dag waarop hij op de belangrijkste momenten heel sterke zenuwen had. De springers werden onophoudelijk geteisterd door hevige regenval en harde wind en al op zijn eerste hoogte (5,50) had hij drie pogingen nodig. Bij de tweede sprong op 5,65 had Blom alle geluk van de wereld, toen hij de lat fel met zijn buik raakte, maar deze door een klein wonder exact weer op de houders sprong en bleef liggen. Op de derde hoogte (5,75) waren al vele concurrenten uitgeschakeld. Blom benutte zijn kans en deelde de genadeklap uit, toen hij bij de eerste poging over 5,80 sprong. Het was de gouden sprong, want zijn concurrent, de Amerikaan Brad Walker, had deze hoogte niet gehaald en liet de lat voor zijn twee extra pogingen, neerleggen op 5,85, zonder positief resultaat.

### Pechjaar 2006
Het jaar 2006 had het jaar moeten worden, waarin Rens Blom als nieuwe wereldkampioen in volle glorie in de atletiekarena’s zou optreden. In werkelijkheid werd het een jaar vol pech en blessures, waardoor er van een prestatie van enig niveau niets terechtkwam. Blessures aan schouder, knieën en achillespezen, die zelfs operatief ingrijpen noodzakelijk maakten, zorgden ervoor dat 2006 een pechjaar werd voor de gedreven Limburger. Medio oktober was hij eindelijk zover, dat de training voorzichtig kon worden hervat.

### Wel NK, geen WK in 2007
Aanvankelijk zag het er begin 2007, gezien enkele geleverde indoorprestaties, voor Blom hoopvol uit. Bij het begin van het outdoorseizoen, op 1 juni, sprong hij al over 5,60 en hoewel hij zich in de aanloop naar de Nederlandse baankampioenschappen alweer enige tijd in acht had moeten nemen vanwege kleine, opspelende blessures, was hij er op 1 juli 2007 in het Olympisch Stadion in Amsterdam gewoon bij. Hij werd er voor de zesde maal Nederlands kampioen met een hoogte van 5,42. Een week later evenaarde Blom zijn beste seizoenprestatie van 5,60. Maar aan de limiet voor Peking (5,70) kwam hij toch niet. Vervolgens manifesteerde zich een ontsteking aan de achillespees die zo ernstig bleek, dat een diep teleurgestelde Rens Blom op 1 augustus, nota bene tijdens de DSM Pole Vault Challenge op de Dam in Amsterdam, moest besluiten om zich terug te trekken en af te zien van de WK in Osaka. Een hard gelag voor de regerende wereldkampioen, die nu niet in staat zou zijn om zijn titel te verdedigen. De ontstoken achillespees eiste echter onmiddellijke rust, wilde hij althans ook niet zijn kansen voor de Olympische Spelen van Peking vergooien. Eind september bleek, dat zelfs de in acht genomen rustperiode niet afdoende was geweest en dat een nieuwe operatie noodzakelijk was. Op 8 oktober ging de Limburger daarna onder het mes, een juiste beslissing naar bleek. De pees zou namelijk zonder operatie niet zijn hersteld, zo werd op de snijtafel in Rotterdam vastgesteld.
Eind oktober kreeg Blom duidelijkheid over aard en reden van de achillespeesklachten en kon hij een aanvang maken met zijn revalidatietraject.

### 2008, ultieme poging en einde loopbaan
Na zijn achillespeesoperatie werd 2008 een langzaam opklimmen uit het dal. Blom won zijn zoveelste outdoortitel tijdens de NK in Amsterdam, maar was naar eigen zeggen niet tevreden over de hoogte van 5,47. Enkele weken eerder tijdens de Europacup voor landenteams in het Portugese Leiria had hij immers al 5,55 gesprongen en toen het gevoel gekregen dat het springen van de kwalificatie-eis voor Peking een kwestie van tijd was. Naarmate de maand juli vorderde, vervloog echter de hoop van Blom, die in diverse wedstrijden nog wel liet zien het springen niet te zijn verleerd, maar de zo vurig gewenste 5,70 kwam er nooit uit. Aan het eind van de maand moest hij concluderen, dat hij dit seizoen maar weinig goede sprongen had kunnen maken. 'Het was niet dat ik niet durfde, maar mijn lichaam zei steeds nee aan het eind van de aanloop', zo zei hij terneergeslagen.
Op 24 september 2008 sprong Blom onder de Dom van Aken 5,30 in een wedstrijd, die met 5,70 werd gewonnen door Brad Walker, de Amerikaanse opvolger van Blom als wereldkampioen. Het bleek de laatste wedstrijd uit Bloms carrière. Op 26 september 2008 maakte hij op een persconferentie in Sittard bekend er een punt achter te hebben gezet. Het gevoel dat zijn lichaam hem niet meer toestond het uiterste ervan te vergen, had ten slotte de doorslag gegeven.
In oktober 2010 werd Blom door de Atletiekunie benoemd tot bondscoach polsstokhoogspringen.

## Kampioenschappen

### Internationale kampioenschappen
| Onderdeel            | Titel          | Jaar |
| -------------------- | -------------- | ---- |
| polsstokhoogspringen | wereldkampioen | 2005 |

### Nederlandse kampioenschappen
Outdoor
| Onderdeel            | Jaar                                     |
| -------------------- | ---------------------------------------- |
| polsstokhoogspringen | 2001, 2002, 2003, 2004, 2005, 2007, 2008 |

Indoor
| Onderdeel            | Jaar                               |
| -------------------- | ---------------------------------- |
| polsstokhoogspringen | 1998, 2000, 2003, 2004, 2005, 2007 |

## Persoonlijke records
| Onderdeel                      | Prestatie      | Datum         | Plaats     |
| ------------------------------ | -------------- | ------------- | ---------- |
| polsstokhoogspringen (outdoor) | 5,81 m (ex-NR) | 8 juni 2004   | Zaragoza   |
| polsstokhoogspringen (indoor)  | 5,75 m (ex-NR) | 15 maart 2003 | Birmingham |

## Palmares

### polsstokhoogspringen
Kampioenschappen
- 1997:  NK indoor - 5,30 m
- 1998:  NK indoor - 5,50 m
- 1998:  NK - 5,55 m
- 1999:  NK - 5,30 m
- 2000:  NK indoor - 5,60 m
- 2000:  EK indoor - 5,60 m
- 2000:  NK - 5,40 m
- 2000: 15e OS - 5,65 m
- 2001:  NK - 5,55 m
- 2001:  Europacup B in Boedapest - 5,65 m
- 2002:  NK - 5,55 m
- 2003:  NK indoor - 5,45 m
- 2003:  WK indoor - 5,75 m
- 2003:  NK - 5,70 m
- 2003:  Europacup B in Velenje - 5,75 m
- 2004:  NK indoor - 5,40 m
- 2004:  NK - 5,62 m
- 2004: 9e OS - 5,65 m
- 2005:  NK indoor - 5,60 m
- 2005:  NK - 5,70 m
- 2005:  WK - 5,80 m
- 2005: 8e Wereldatletiekfinale - 5,45 m
- 2006:  Europa cup groep B - 5,30 m
- 2007:  NK indoor - 5,60 m
- 2007:  NK - 5,42 m
- 2008:  NK - 5,47 m
- 2014: 10e FBK Games - 5,35 m
- 2014:  NK - 5,35 m

Golden League-podiumplaatsen
- 2005:  Meeting Gaz de France - 5,70 m

## Onderscheidingen
- KNAU-atleet van het jaar - 2005
- KNAU-lid van verdienste - 2005
- Ridder in de Orde van Oranje-Nassau - 2005

1983 Serhij Boebka · 
1987 Serhij Boebka · 
1991 Serhij Boebka · 
1993 Serhij Boebka · 
1995 Serhij Boebka · 
1997 Serhij Boebka · 
1999 Maksim Tarasov · 
2001 Dmitri Markov · 
2003 Giuseppe Gibilisco · 
2005 Rens Blom ·
2007 Brad Walker ·
2009 Steven Hooker ·
2011 Paweł Wojciechowski ·
2013 Raphael Holzdeppe ·
2015 Shawnacy Barber ·
2017 Sam Kendricks ·
2019 Sam Kendricks ·
2022 Armand Duplantis ·
2023 Armand Duplantis